# 저 별은 나의 별
《저 별은 나의 별》은 1983년 7월 2일부터 같은 해 10월 23일까지 방영된 문화방송 주말연속극이다.

## 줄거리
한 울타리 속에 강팍하면서도 경우가 밝은 김정순 할머니 휘하에 있는 이혼한 큰 딸 몽실, 혼기를 놓친 작은 딸 몽애, 과부 며느리 순애, 어린 손녀딸 진아와 가정부 아줌마까지 여섯 명의 여자들이 산다.
총사령관격인 할머니는 친구의 장례식에 다녀온 후 혼자만의 고민에 빠진다.
인생의 허무함에 빠져 함께 혼자 사는 여자들의 거취가 사뭇 걱정되기 시작한다.
드디어 '중이 제 머리 못깍으므로' 자신이 나서서 집안 여자들의 결혼문제를 해결하겠다는 용단 아래, 건장한 남자 하숙생들을 집안으로 끌어들이는 돌발적인 사태가 발발한다.
음악에 심취한 피아노 조율사 장훈, 건어물 장수 배소금, 운동구점 주인 김재호가 하숙생으로 들어오면서, 혼자 사는 여자들과 남자들들과의 한바탕 소동이 벌어진다.

## 등장 인물
- 이미숙, 김동현, 조경환, 나문희, 오지명, 국정환, 오수미, 전양자, 현석, 박원숙, 김동현, 김민정

## 편성 변경(1983년)
- 7월 2일 : 프로야구 올스타 2차전 중계방송으로 앞당겨 저녁 6시 10분부터 방영
- 7월 9일 : 프로야구 〈MBC청룡 VS 롯데자이언츠〉 중계방송으로 앞당겨 저녁 6시 10분부터 방영
- 7월 16일 : 프로야구 〈MBC청룡 VS 삼미슈퍼스타즈〉 중계방송으로 앞당겨 저녁 6시 10분부터 방영
- 7월 23일 : 프로야구 〈삼미슈퍼스타즈 VS 삼성라이온즈〉 중계방송으로 앞당겨 저녁 6시 10분부터 방영
- 7월 30일 : 프로야구 〈MBC청룡 VS 삼성라이온즈〉 중계방송으로 앞당겨 저녁 6시 10분부터 방영
- 8월 6일 : 프로야구 〈MBC청룡 VS 삼미슈퍼스타즈〉 중계방송으로 결방
- 8월 7일 : 프로야구 〈삼성라이온즈 VS 해태타이거즈〉 중계방송으로 앞당겨 오후 5시 40분부터 방영
- 8월 13일 : 납량특집 〈팔도대행진〉 방송으로 앞당겨 저녁 6시 40분부터 방영
- 8월 14일 : 8.15 특집쇼 〈영광의 내일까지〉 방송으로 결방
- 8월 20일 : 프로야구 〈MBC청룡 VS 해태타이거즈〉 중계방송으로 결방
- 8월 27일 : 프로야구 〈해태타이거즈 VS 삼미슈퍼스타즈〉 중계방송으로 앞당겨 저녁 6시 10분부터 방영
- 9월 3일 : '프로야구 〈MBC청룡 VS 삼성라이온즈〉 중계방송으로 앞당겨 저녁 6시 10분부터 방영
- 9월 4일 : 특집 MBC 권투 동양태평양 미들급 타이틀전 〈나경민 VS 박종팔〉 중계방송으로 순연되어 저녁 8시 10분부터 방영
- 9월 10일 : 프로야구 〈MBC청룡 VS 삼미슈퍼스타즈〉 중계방송으로 앞당겨 저녁 6시 10분부터 방영
- 9월 17일 : 프로야구 〈MBC청룡 VS OB베어스〉 중계방송으로 앞당겨 저녁 6시 10분부터 방영
- 9월 24일 : 프로야구 〈MBC청룡 VS 롯데자이언츠〉 중계방송으로 앞당겨 저녁 6시 10분부터 방영
- 10월 1일 : 국군의 날 경축 《쇼 2000》 방송으로 앞당겨 저녁 6시 10분부터 방영
- 10월 15일 : 《로빈슨 가족》 방송으로 순연되어 저녁 8시부터 방영